# Lokal-TV i Kronprinsen
Lokal-TV i Kronprinsen var Skandinaviens första kommersiella Lokal TV-kanal och hette först ITV (Informations-TV), sedan Kanal 9 och slutligen Mixat. Studion och kontrollrummet låg högst upp i Nordens då högsta bostadshus, Kronprinsen. Där bedrevs det regelbundet, under nästan 25 år lokal-TV med kultur, nöje och tävlingar från Malmötrakten.

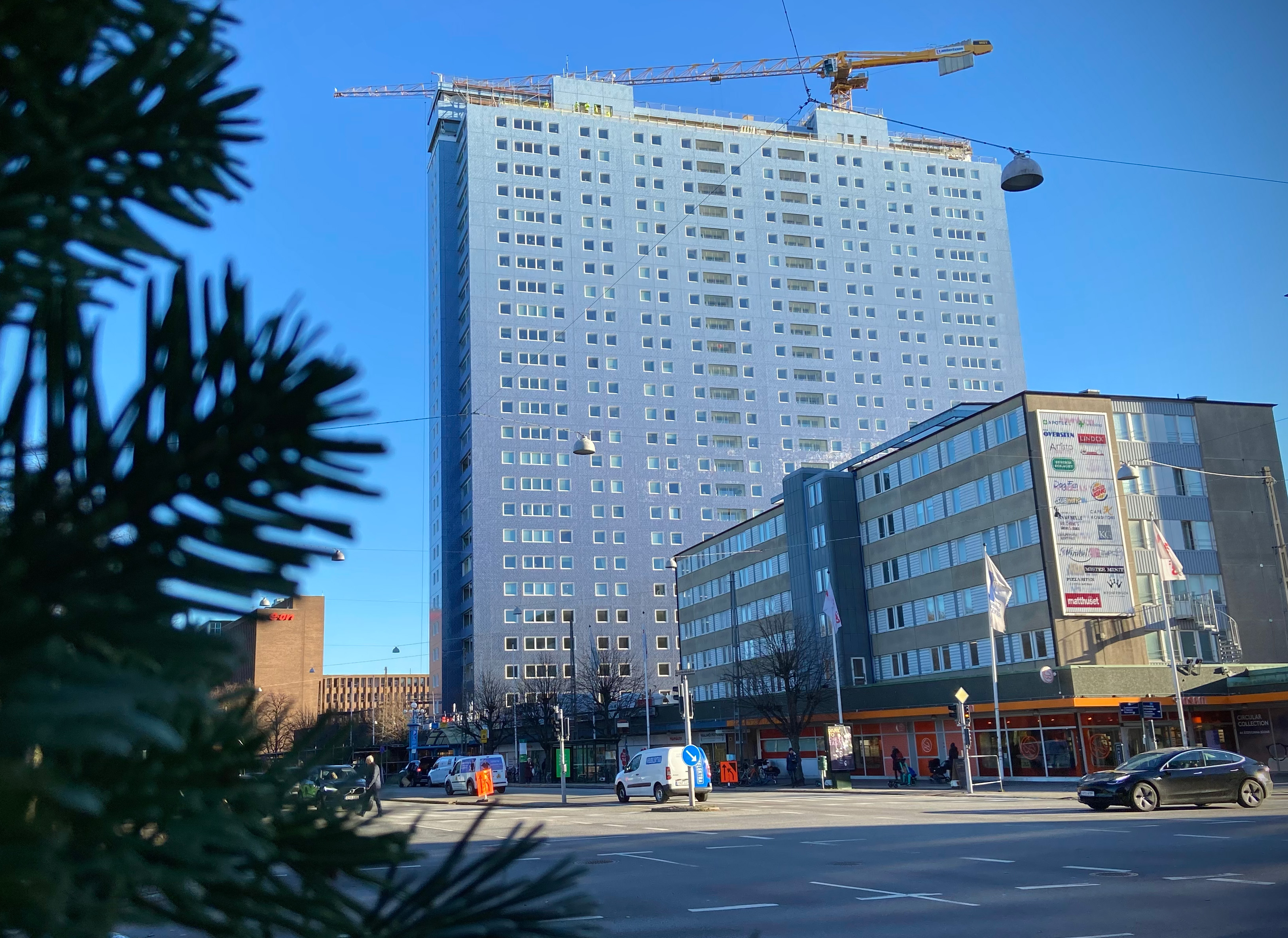
Kronprinsen år 2022, genomgår en omfattande renovering.

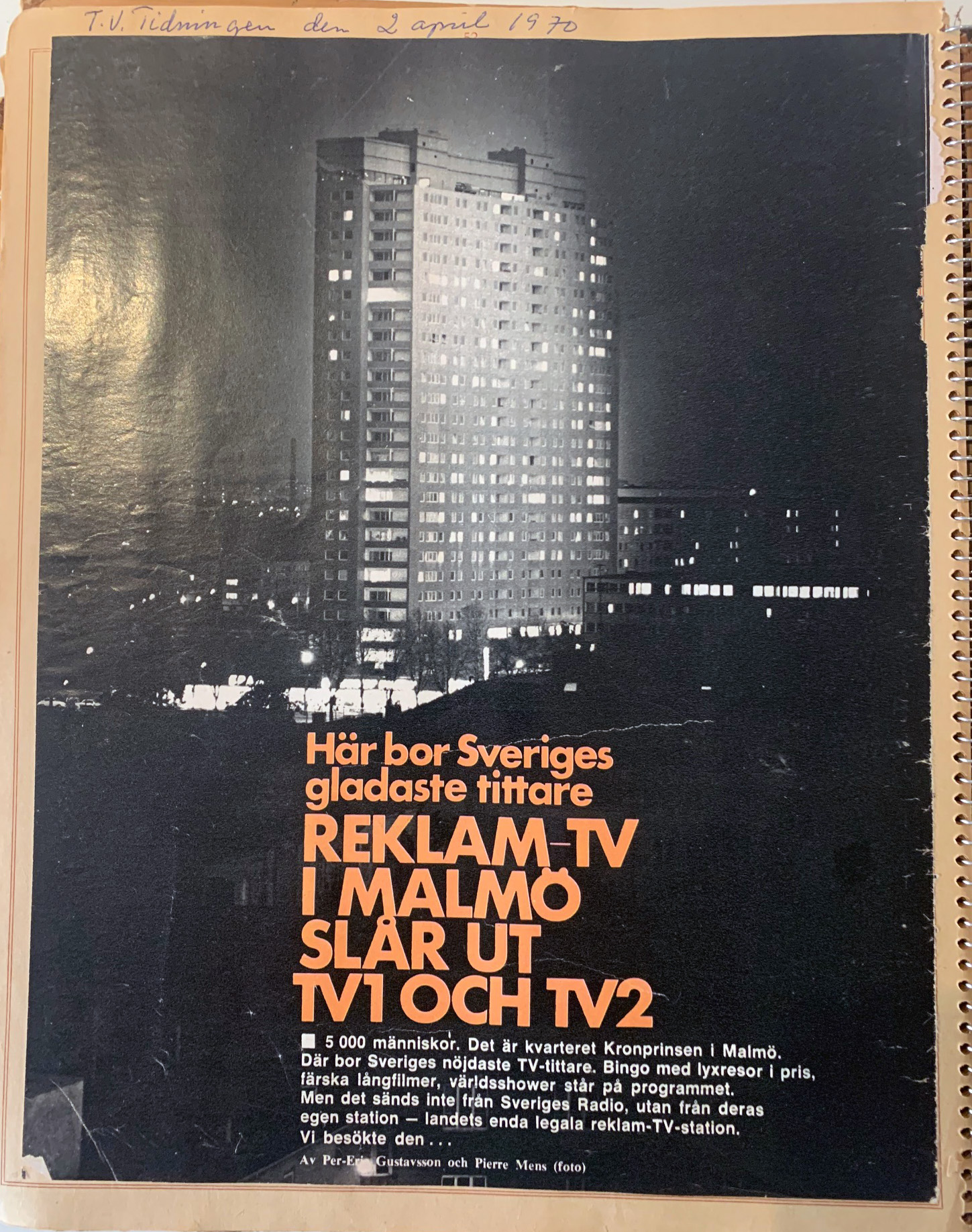
Landets enda legala reklam-TV-station låg på Kronprinsen. TV-tidningen 2 april 1970.

## Historik

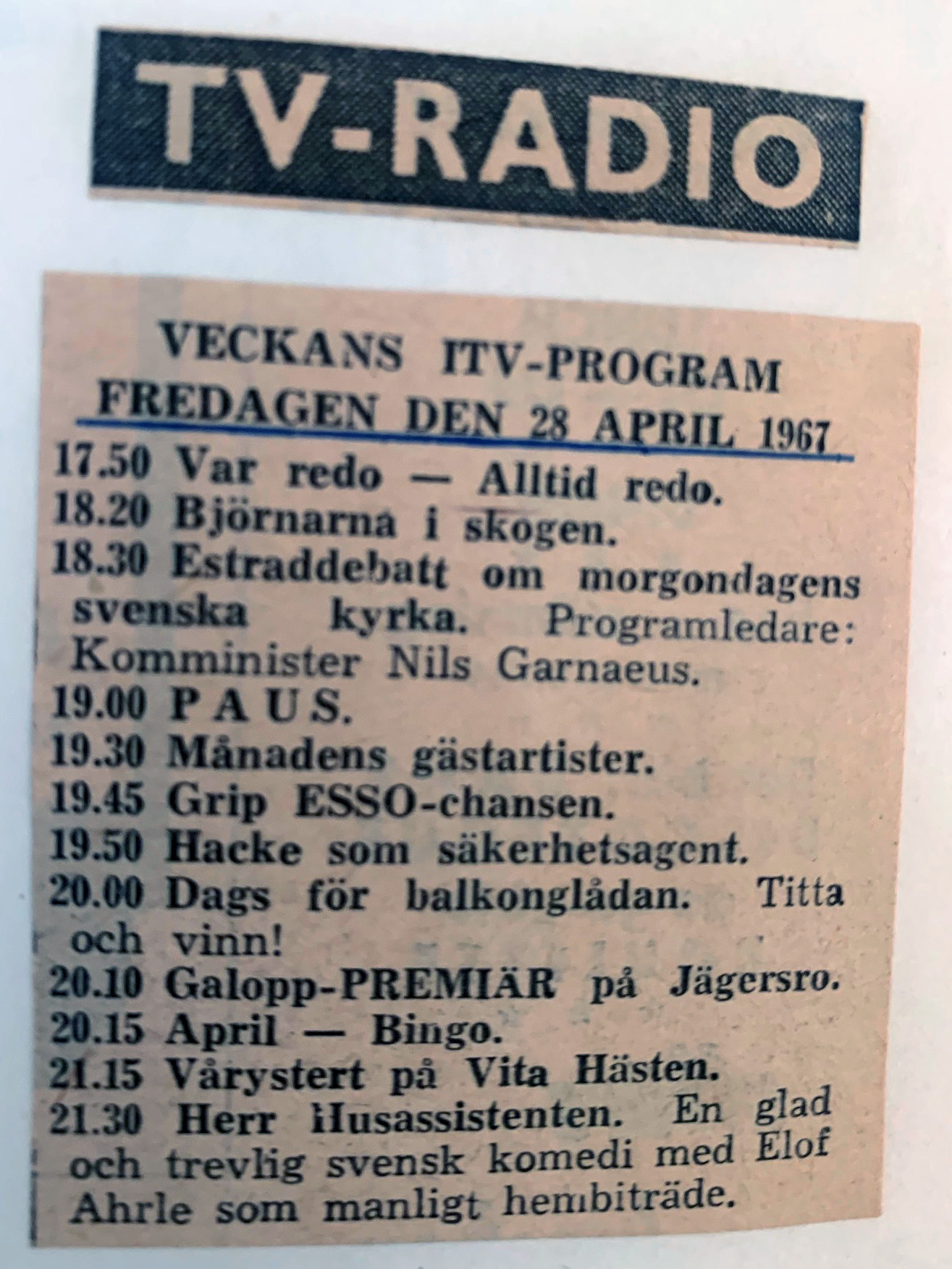
TV-tablå för ITV 1967.

Grundaren var TV-pionjären Carl-Erik Tornheden som i slutet av 50-talet var i USA och där fick se lokal-TV i ett slutet kabelnät. Han tyckte konceptet var intressant som framtidens TV. Väl hemma i Sverige lyckades han övertala byggherren Hugo Åberg (mannen bakom bl a Kronprinsen) samt Erik Philip-Sörensen (grundare av världens största bevakningskoncerner Securitas och G4S) om projektet. I samband med att Kronprinsen byggdes, byggdes även en studio och ett kontrollrum högst upp i Kronprinsen. 1983 tog Richard Tornheden och Nils Reimers över ansvaret för sändningarna genom deras videobolag, Vision Recording. 1989 gjordes den sista lokal-TV sändningen från den lilla studion och ersattes av den lilla gröna grodan Skurt och Inga-May Hörnberg som blivit produktionsbolagets nya satsning. Skurt och den fd. SVT producenten Bengt Roslund inledde härmed ett samarbete med TV3, som skulle satsa på barnprogram, och under ett antal år sändes Skurt Magasinet från toppen av Kronprinsen. Än i dag kan man se studion på avstånd, längst uppe på toppen, i sydlig riktning, finns en extra liten påbyggnad, där Lokal-TV projektet och sedan Skurt huserade.

## Unikt TV-projekt
Kanalen sändes i Kronprinsen-kvarteret och närliggande Hugo Åbergs fastigheter. Under 80-talets senare hälft också i Almgården i Malmö. Totalt nådde stationen ut till ca 1.200 hushåll. Under 80-talet bytte ITV också namn till KANAL 9 och senare till MIXAT. Programmet var så pass populärt att den var tablålagt i tidningen Sydsvenska Dagbladet under många år. 
Programmet var ett sorts caféprogram. Mycket lokalt, men med hög klass på innehållet. Programinnehållet var en blandning av lokal information, reklam, intervjuer av aktuella gäster och tävlingar med fina priser. Trav, nöjen och kultur i Malmö. Programmet var mycket populärt och hade många trogna tittare under många år. 

## Stor bredd på gästerna
Gästerna var många gånger välkända svenska artister, men även internationella, som uppträdde på Kronprinsens showrestaurang som låg på entréplan, ut mot Mariedalsvägen. Det var aldrig svårt att få artisterna att ställa upp på en intervju. Det var alltid “kul att få vara med” i Sveriges första och enda reklam TV-station. Oftast tittade de in före eller efter sin show.  
Gästerna var av mycket blandad karaktär. Bredd och djup var en fin avvägning i utbudet. Artister var viktiga, men lika viktigt var det att skildra samtiden i Malmö. Allt ifrån Studiefrämjandets akvarellmålning för äldre, till de senaste nyheterna från det lokala konditoriet eller elever på den närliggande Malmö Borgarskola som gjort en “anti-knark film” skildrades.

## Gäster under åren (urval)
- Povel Ramel
- Siw Malmkvist, 1984
- Tommy Körberg, 1984
- Kicki Danielsson, 1985
- Nicolai Gedda,
- Lasse Holmqvist,
- Ann-Louise Hansson, 1987
- Leif Uvemark, 1987
- Dragan Buvac, 1988
- Bengt Roslund, intervju “Valdebatt”, 1988, med Malmöpolitikerna.
- Iilmar Reepalu, 1988
- Joakim Ollén, 1988
- Ulla Cassland, 1989
- Björn Hellberg
- Åsa Jinder
- Bosse Parnevik
- Mikael Neumann 1984
- Ingemar "Ingo" Johansson
- Lasse Berghagen
- Jan Malmsjö
- Lill-Babs
- Kung Gustav VI Adolf (invigning, stillbilder)

## Programledare genom åren
- Carl Erik Tornheden
- Ragnar Landerholm
- Cina Wikeborg
- Niva Westin Dahl
- Anders Östling
- Claes Westinger
- Monica Silverstrand (Barvén)
- Bengt Lidén
- Inger Hult
- Rut Hildén
- Camilla Sternberg